# Władimir Wasylakij
Władimir Piotrowicz Wasilakij, ros. Владимир Петрович Василакий (ur. w 1904 r., zm. po 1955 r. w ZSRR) – radziecki wykładowca akademicki, przewodniczący sekcji ukraińskiej Komitetu Wyzwolenia Narodów Rosji pod koniec II wojny światowej, emigracyjny ukraiński działacz antykomunistyczny.
Ukończył historię na uniwersytecie w Charkowie. Wykładał nauki historyczne na tym uniwersytecie jako profesor. Po zajęciu Charkowa przez wojska niemieckie podjął kolaborację z okupantami. W 1942 r. wstąpił do oświatowej ukraińskiej organizacji "Proswita". Kiedy Armia Czerwona zbliżała się do miasta na początku 1943 r., wyjechał do Niemiec. W listopadzie 1944 r. stanął na czele sekcji ukraińskiej Komitetu Wyzwolenia Narodów Rosji.
Po zakończeniu wojny przebywał w obozie w Augsburgu, po czym zamieszkał w zachodnich Niemczech. Od 1947 r. działał w amerykańskim komitecie walki z bolszewizmem w Monachium. Współtworzył Ukraiński Ruch Wyzwoleńczy, na czele którego stanął. Redagował pisma "Новая Украина" i "Антибольшевик". Został przewodniczącym Ligi Antybolszewickich Organizacji Narodów Związku Sowieckiego. W 1955 r. dobrowolnie powrócił do ZSRR, gdzie pracował jako dziennikarz. Dalsze jego losy są nieznane.